# San (lettre grecque)
Cette page contient des caractères spéciaux ou non latins. S’ils s’affichent mal (▯, ?, etc.), consultez la page d’aide Unicode.
Pour les articles homonymes, voir San.
San (capitale: Ϻ, minuscule: ϻ) est une lettre archaïque de l'alphabet grec, notant probablement une sonorité proche de [s]. D'une graphie similaire à un Μ moderne, elle est une alternative au sigma dans certains alphabets grecs archaïques, où elle est placée entre le pi et le koppa. Il est possible qu'elle descende de la lettre Sade, , de l'alphabet phénicien.

## Historique

### Sigma et San

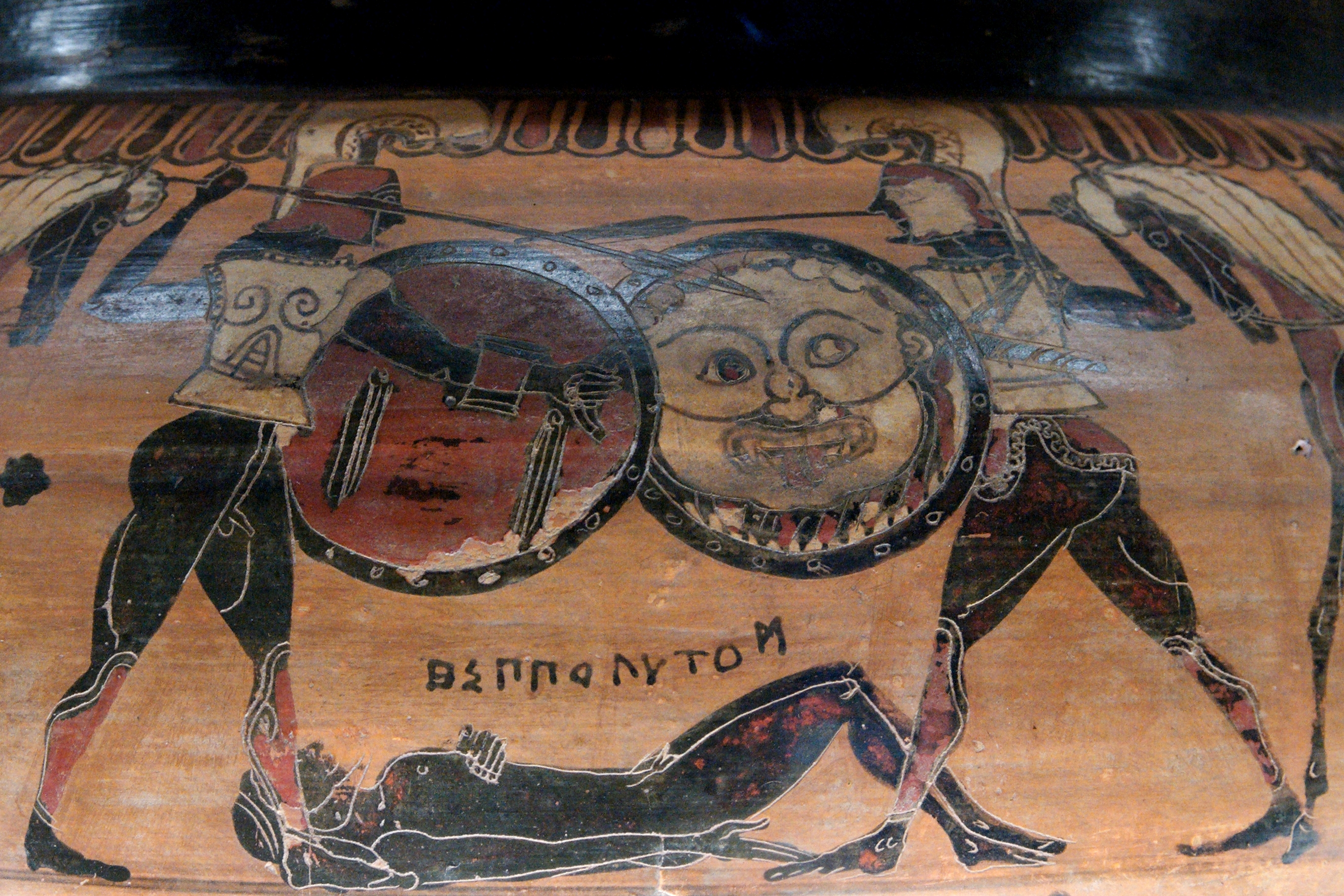
Le nom « ΗΙΠΠΟΛΥΤΟϺ » (Hippolytos) inscrit sur un cratère corinthien (v. 575-550 av. J.-C.) ; l'inscription comprend des formes de lettres particulières à Corinthe : un hêta rectangulaire, un iota en zigzag, un pi archaïque et un san en finale au lieu d'un sigma.

L'alphabet grec dérive de l'alphabet phénicien à partir du VIIIe siècle av. J.-C. Dans les alphabets grecs archaïques, on pense que l'existence de deux lettres en concurrence, sigma et san, résulte d'une confusion lors de cette adoption, le phénicien disposant de plus de sons sifflants (apparentés à /s/) que le grec. Selon l'épigraphiste Lilian Jeffery, la distribution des lettres sifflantes en grec est due à une confusion entre les sons et les positions alphabétiques des quatre signes sifflants phéniciens : le sigma grec (Σ) prendrait la forme et la position du shin phénicien (), mais le nom et la valeur du Semka. Inversement, le xi grec (Ξ) aurait la forme et la position du Semka (), mais le nom et la valeur du shin. Le même échange se produirait entre les zen et sade phéniciens : le zêta grec recevrait la forme et la position du premier () et le nom et la valeur du deuxième, tandis que le san prendrait la forme approximative et la position du sade (), et ce qui pourrait être à l'origine la valeur du zen, c'est-à-dire un [z] voisé. Toutefois, comme le z voisé et le [s] non voisé ne sont pas des phonèmes distincts en grec, le sigma et le san en arrivent à remplir essentiellement la même fonction. Les dialectes doriens qui conservent san au lieu de sigma pourraient toutefois avoir eu une telle prononciation de /s/.
Selon Roger Woodard, « san » serait le nom original de ce qui est actuellement connu comme « sigma » et correspondrait ainsi directement au shin phénicien. Le nom aurait été par la suite associé à une lettre locale alternative dont le nom original est inconnu. Le nom moderne « sigma » serait quant à lui une innovation grecque qui signifierait simplement « sifflement », sur la base du verbe σίζω (sízô, « siffler »). Woodard avance également que san pourrait noter le son ts.
Une réinterprétation moderne des valeurs des sifflantes du proto-sémitique, et donc du phénicien, pourrait rendre compte des valeurs des sifflantes grecques en ayant moins recours à une éventuelle « confusion ». Le shin aurait la valeur s et serait donc la source de la valeur du sigma ; semka serait reconstruit en une consonne affriquée, ts, une meilleure correspondance pour le groupe plosif-fricatif ks du xi.
Le tableau suivant résume les différentes sifflantes du phénicien et du grec :
| Phénicien | Phénicien | Phénicien      | Phénicien | Phénicien          | Phénicien   | Grec   | Grec    | Grec              | Grec  | Grec        |
| Lettre    | Unicode   | Position       | Nom       | Son (traditionnel) | Son (Kogan) | Lettre | Unicode | Position          | Nom   | Son         |
| --------- | --------- | -------------- | --------- | ------------------ | ----------- | ------ | ------- | ----------------- | ----- | ----------- |
|           | 𐤔         | après R (rosh) | Shin      | /ʃ/                | /s/         |        | Σ       | après R (rhô)     | Sigma | /s/         |
|           | 𐤎         | après N (nun)  | Semka     | /s/                | /ts/        |        | Ξ       | après N (nu)      | Xi    | /ks/        |
|           | 𐤆         | après W (wau)  | Zen       | /z/                | /dz/        |        | Ζ       | après W (digamma) | Zêta  | /dz/, /zd/  |
|           | 𐤑         | après P (pey)  | Sade      | /ts/               | /tsʼ/       |        | Ϻ       | après P (pi)      | San   | */z/? > /s/ |

Dans tous les cas, chaque dialecte tend à utiliser san ou sigma à l'exclusion de l'autre, et bien que les premiers abécédaires listent les deux lettres séparément à leur position alphabétique respective (san entre pi et koppa, sigma entre rhô et tau), les exemplaires ultérieurs au VIe siècle av. J.-C. tendent à ne lister que l'une d'entre elles. San est utilisée à Argos jusqu'à la fin du VIe siècle av. J.-C., à Sicyone jusque vers 500av. J.-C., à Corinthe jusqu'à la première moitié du Ve siècle av. J.-C. et en Crète encore quelque temps après. Sicyone conserve le signe comme emblème local sur ses pièces (de façon similaire à Corinthe, qui utilise la lettre archaïque koppa, et Byzance, qui emploie une forme locale du bêta).
San peut s'écrire avec les deux barres verticales droites () ou légèrement inclinées vers l'extérieur (), et d'une longueur égale ou supérieur aux traits intérieurs (). Elle se distingue de la lettre mu (Μ) par sa symétrie, le mu possédant une barre gauche plus longue dans ses formes archaïques (, , ).
Hors de Grèce, le san est emprunté par l'alphabet étrusque (𐌑, transcrit par Ś). Il conserve initialement sa forme en M dans l'alphabet étrusque archaïque, puis change d'aspect à partir du VIe siècle av. J.-C. pour prendre une forme similaire à celle de la rune dagaz, .

### «Tsan» arcadien
Le dialecte arcadochypriote de Mantinée utilise une lettre particulière, . Cette lettre ne se rencontre que dans un seul document, une inscription du Ve siècle av. J.-C. dédiée à Athéna Aléa (en),. On suppose généralement qu'il s'agit d'une innovation locale basée sur le san, bien que Jeffery la classe comme variante du sigma. Elle semble noter un son /ts/ et est appelée « tsan » par certains écrivains contemporains.
Dans le dialecte arcadien local, ce son se produit dans les mots qui font référence au proto-grec */kʷ/. Dans ces mots, les autres dialectes grecs utilisent généralement /t/, tandis que le dialecte chypriote apparenté emploie /s/. On trouve par exemple :
- иις (correspondant à l'attique τις, « quelqu'un »)
- иινα (τινα, « quelqu'un »)
- οиεοι (ὅτῳ, « à quiconque »)
- ειиε (εἴτε, « soit »)

De ces correspondances, on peut conclure que la lettre correspond le plus probablement à un son affriqué, peut-être [ts] puis [tʃ], ce qui serait l'étape naturellement intermédiaire entre */kʷ/ et /s/. La lettre est représentée dans les transcriptions savantes modernes de l'inscription par <ś> (s muni d'un accent aigu) ou <σ̱> (sigma avec un macron souscrit).
En Pamphylie, une lettre épichorique distincte partage la même forme que le « tsan » arcadien mais possède la valeur /w/, complètement différente. Elle est nommée par convention digamma pamphylien.

## Nom
En grec ancien, la lettre est appelée σάν ou ϻάν (sán).
Le nom de la lettre subsiste comme nom alternatif (dialectal ou archaïque) pour « sigma » à une époque où la lettre elle-même est partout remplacée par le sigma standard. Ainsi, Hérodote rapporte à la fin du Ve siècle av. J.-C. que la même lettre est appelée « san » par les Doriens et « sigma » par les Ioniens, : « ...τὠυτὸ γράμμα, τὸ Δωριέες μὲν σὰν καλέουσι ,Ἴωνες δὲ σίγμα ». Athénée, dans Les Deipnosophistes (vers 200), cite une épigramme qui contient le nom épelé d'un philosophe, utilisant « san » à la place de sigma :
τοὔνομα θῆτα ῥῶ ἄλφα σὰν ὖ μῦ ἄλφα χεῖ οὖ σάν,

πατρὶς Χαλκηδών· ἡ δὲ τέχνη σοφίη.
« Nom : thêta rhô alpha san upsilon mu alpha chi omicron san (Θ-Ρ-Α-Σ-Υ-Μ-Α-Χ-Ο-Σ),

 lieu de naissance : Chalcédoine ; profession : sagesse »

## Usage moderne et codage

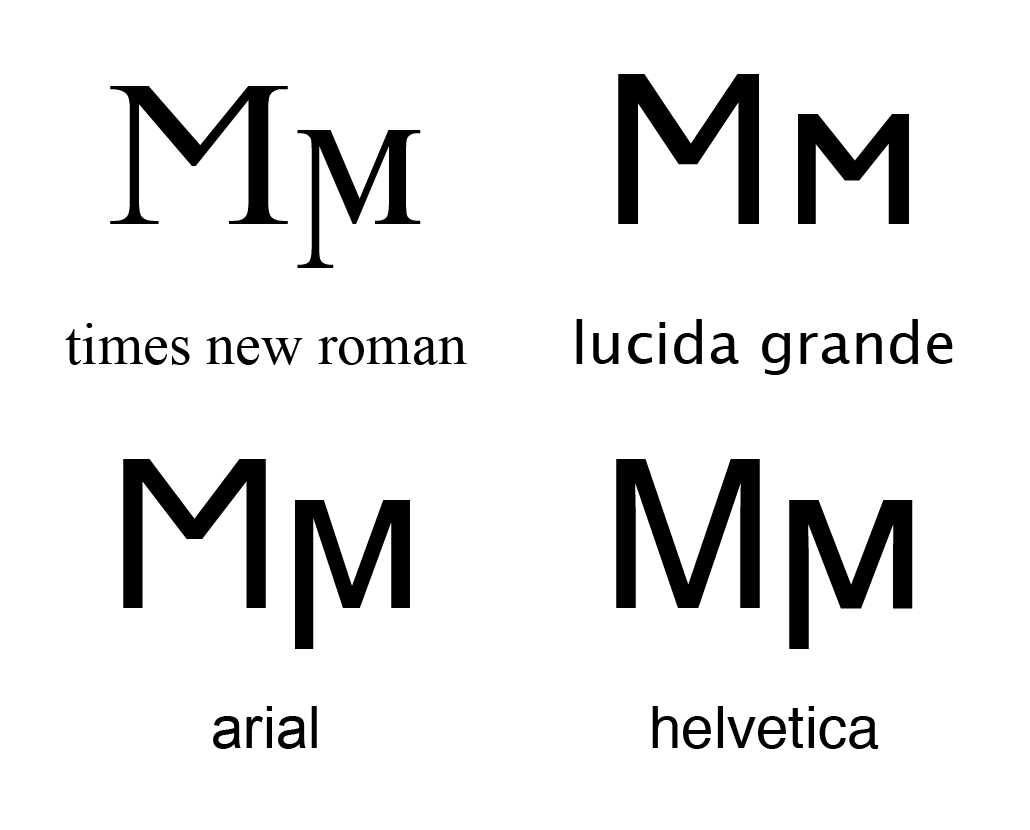
La lettre san telle qu'elle apparaît dans quatre polices de caractères courantes : Times New Roman, Lucida Grande, Arial et Helvetica

Dans les éditions et transcriptions modernes de l'écriture grecque archaïque, le san est rarement utilisé comme lettre distincte. Comme il n'est jamais différent du sigma à part dans les abécédaires, il est généralement régularisé en sigma dans les pratiques éditoriales modernes.
Le standard d'encodage Unicode introduit la majuscule et la minuscule du san dans sa version 4.0 (2003). Cette inclusion rend alors nécessaire la création de formes minuscules pour la typographie moderne, pour lesquelles aucune tradition typographique précédente n'existe. Par convention, la plupart des polices de caractères distinguent le san majuscule du mu en ne faisant descendre sa section centrale en V qu'à la moitié au-dessus de la ligne de base, et le san minuscule en lui attribuant une branche verticale à gauche qui descend sous cette ligne de base. Cette convention va d'ailleurs à l'opposé de la pratique épigraphique historique, où le san est plutôt symétrique et le mu possède une branche verticale à gauche plus grande que celle de droite.
La variante « tsan » arcadienne est unifiée avec le digamma pamphylien, de forme identique, depuis la version 5.1 du standard Unicode.
| Caractère | Représentation | Code   | Bloc Unicode  | Nom Unicode                                 |
| --------- | -------------- | ------ | ------------- | ------------------------------------------- |
| Ϻ         | Ϻ              | U+03FA | Grec et copte | Lettre majuscule grecque san                |
| ϻ         | ϻ              | U+03FB | Grec et copte | Lettre minuscule grecque san                |
| Ͷ         | Ͷ              | U+0376 | Grec et copte | Lettre majuscule grecque digamma pamphylien |
| ͷ         | ͷ              | U+0377 | Grec et copte | Lettre minuscule grecque digamma pamphylien |